# Constituição da Bulgária de 1991
A Constituição da Bulgária entrou em vigor em 13 de julho de 1991. É o resultado das mudanças públicas, sociais e democráticas a partir das Revoluções de 1989. 
Esta constituição é a quarta na história da Bulgária. Trinta e nove deputados da Grande Assembleia Nacional não apoiaram esta constituição e, em protesto, fizeram greve de fome contra a adoção desta constituição.
No verão de 2020, após protestos, descontentamento público e quarentena como resultado do COVID-19, o governo de Boyko Borisov e o GERB anunciaram uma iniciativa para uma nova constituição. Um projeto de Constituição da Bulgária de 2020 foi submetido à Assembleia Nacional da Bulgária. 